# TableTop
TableTop es una serie web sobre juegos de mesa dirigida por Jennifer Arnold. Fue creada por Wil Wheaton y Felicia Day y es presentada por Wheaton. TableTop es publicada en el canal deYouTube de Felicia Day, Geek & Sundry. En cada episodio, luego de una breve explicación de uno o varios juegos de mesa, Wheaton los juega con sus invitados, usualmente personalidades de la web o la televisión.
Un gran rango de títulos de juegos han sido jugados, desde clásicos Juego de estilo alemán y juegos familiares hasta RPG y juegos de cartas coleccionables.
Ha sido descrito como "Celebrity Poker conoce a Cena para cinco, donde gente interesante se reúne para jugar juegos de mesa"

Hasta 2016, TableTop está en su cuarta temporada. La tercera temporada tuvo financiación colectiva vía Indiegogo en mayo de 2014 y fue la campaña de series digitales más exitosa en el sitio hasta que Con Man rompió su récord en marzo de 2015.